# كان كوركماز
كان كوركماز (بالتركية: Can Korkmaz)‏ مواليد 21 أكتوبر 1992 في شيشلي، إسطنبول، تركيا، هو لاعب كرة سلة تركي. بدأ مسيرته الاحترافية في سنة 2010. يلعب في الدوري التركي لكرة السلة كلاعب هجوم خلفي. يحمل الرقم 8. يبلغ طوله 6 قدم 2 بوصة (1.9 م).

## المسيرة الاحترافية
لعب مع نادي داروشافاكا لكرة السلة في موسم 2011–2012، ثم لعب مع غلطة سراي لكرة السلة في الدوري التركي في موسم 2012–2013، ثم لعب مع طرابزون سبور لكرة السلة من سنة 2013 إلى 2015، ثم لعب مع أوشاك سبورتيف في الدوري التركي في موسم 2015–2016.